# Аккеси (озеро)
Акке́си (Аккеси-Ко; яп. 厚岸湖) — солоноватое лагунное озеро юго-восточного побережья японского острова Хоккайдо. Располагается на территории округа Кусиро в префектуре Хоккайдо. Относится к бассейну Тихого океана, сообщаясь с ним через пролив на западе, впадающий в бухту Аккеси.
Аккеси представляет собой мелководную мезотрофную лагуну. Площадь озера составляет 32,2 км², глубина достигает 11 м. Протяжённость береговой линии — 25 км.